# Большая Волга (станция)
Больша́я Во́лга — железнодорожная станция Савёловского направления Московской железной дороги в городе Дубна Московской области. Входит в Московско-Смоленский центр организации работы железнодорожных станций ДЦС-3 Московской дирекции управления движением. По основному характеру работы является промежуточной, по объёму работы отнесена к 4 классу.
Была построена в начале 1930-х годов для обеспечения строительства гидротехнических сооружений канала Москва-Волга.

## История
Название станции и одноимённого посёлка появилось вследствие того, что в этом месте канал выходит в реку Волгу (район Иваньковского водохранилища). Территория будущего посёлка долгое время входила в состав Тверской губернии, в советское время (до 1956 года) — в состав Калининской, затем — Московской области.
В 1930-х годах здесь началось строительство первой на Волге ГЭС (Иваньковской) и канала имени Москвы. Иваньковский гидроузел был первым из трёх предусмотренных генеральным планом «Большая Волга», название проекта и дало имя первому населённому пункту стройки. 
Для этой цели был образован  ДМИТЛАГ ОГПУ-НКВД. Стройка велась силами заключённых-каналоармейцев (зэков), размещённых в лагерях по всей длине канала.
К 1935 году одноколейная железнодорожная ветка Вербилки — Темпы — Большая Волга была полностью введена в эксплуатацию. 17 апреля 1937 года была заполнена водой вся трасса канала Москва-Волга. 15 июля 1937 года открылась первая постоянная навигация по каналу. В результате прохождения канала над руслом реки Сестры будущее городское ядро стало островом. Таким образом, железнодорожная станция, с одной стороны, стала конечным пунктом данного направления, а с другой — вошла в единый транспортный узел, который включал в себя также пассажирскую и грузовую пристань. Изначально по основному характеру работы станция являлась грузовой.
После завершения строительства 31 января 1938 года Управление эксплуатации канала Москва — Волга было передано в подчинение Наркомвода, а Дмитлаг был реорганизован в Отдельный Дмитровский район ГУЛАГа. Бывшая инфраструктура Дмитлага на Волге вошла в Волжский участок. В том же году он был преобразован в ИТЛ Дмитровского механического завода, просуществовавший до 1940 года.
Учитывая, что официально станция была передана в Московскую железную дорогу в 1940 году, то вероятно станция и посёлок при ней числился в ИТЛ Дмитровского механического завода.
После завершения строительства комплекса Волжских гидросооружений рядом со станцией начал расти рабочий посёлок, получивший название Большая Волга. В годы Великой Отечественной войны недалеко от него проходила линия фронта. В самом посёлке располагались тыловые учреждения и госпиталя 30-й армии. В конце ноября — начале декабря 1941 года здесь занимала оборону 21-я танковая бригада. Рельсы были разобраны в 1943 году.
В марте 1947 года к востоку от посёлка Большая Волга была организована секретная «Гидротехническая лаборатория» (ГТЛ). Базируясь отчасти на Иваньковский гидроузел (а затем и на возрождённую станцию Большая Волга), ГТЛ стала ядром Дубненской конурбации, а впоследствии — города Дубна. Научным руководителем ГТЛ был выдающийся советский физик М. Г. Мещеряков, начальником строительства — А. П. Лепилов. Параллельно велось восстановление железнодорожной ветки Вербилки — Темпы — Большая Волга.
Указом Президиума ВС РСФСР от 22 мая 1958 года рабочий посёлок Иваньково (Московской области) был преобразован в город областного подчинения. Тем же указом в состав города Иваньково был включён посёлок Большая Волга.
13 декабря 1960 года последовал Указ Президиума Верховного Совета РСФСР об объединении городов Дубна и Иваньково в единый город Дубну.
В данный момент бывший посёлок Большая Волга, примыкающий к станции, входит в состав микрорайона Дубна-1.

## Транспортная инфраструктура
В настоящее время железнодорожная станция Большая Волга является предпоследней перед конечной тупиковой станцией Дубна в направлении от Москвы. Платформы на станции Большая Волга — бокового типа, через станцию проходят два железнодорожных пути. Длина платформ — 250 м. Турникеты на станции отсутствуют.
В 2004 году к платформе, принимающей электропоезда из Москвы, был пристроен новый двухэтажный вокзальный комплекс площадью более 2000 м2. На Большой Волге также останавливаются пригородные экспресс-поезда Москва — Дубна и Дубна — Москва. С 10 мая 2017 по 1 января 2019 года станция Большая Волга являлась конечным пунктом для экспрессов и обычных пригородных электропоездов.

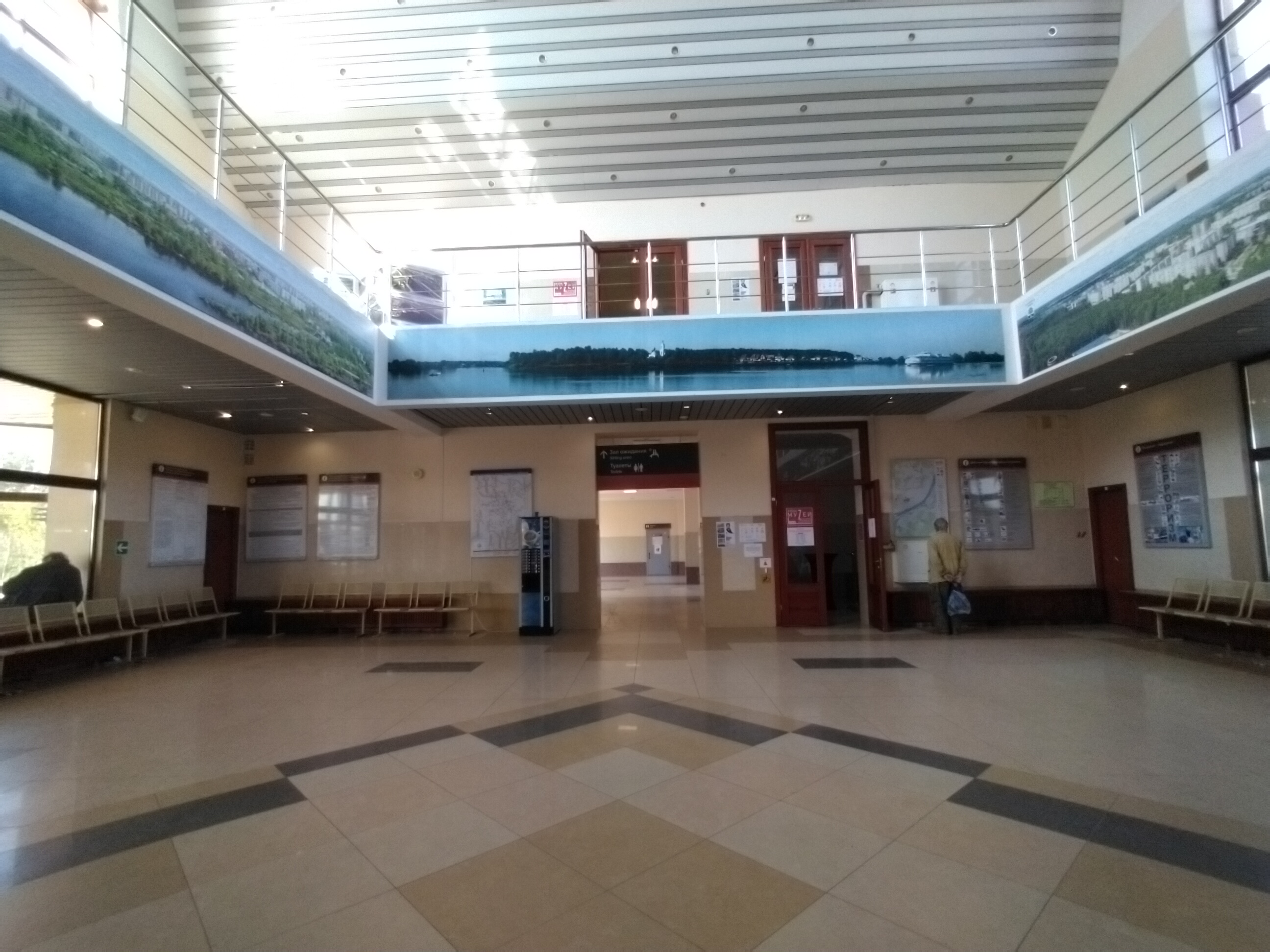
Интерьер вокзала Большая Волга (2020 год)

Со стороны вокзала Большая Волга выход пассажиров осуществляется в сторону жилых районов города (на проспект Боголюбова, связующий бывший посёлок Большая Волга с Институтской частью Дубны), с противоположной — в сторону Дмитровского шоссе и канала имени Москвы. С Дмитровского шоссе можно проехать в Левобережную часть Дубны. Вокзал является главным железнодорожным терминалом города. Старый вокзал Большая Волга, находящийся со стороны платформы на Москву (то есть обращённый к каналу), был сохранён и реконструирован; в настоящее время он не используется.
Автомобильная дорога, проходящая вдоль станции в сторону канала, менее чем в километре выходит к одному из двух паромов, действующих на канале. Паром соединяет города Дубна и Конаково.

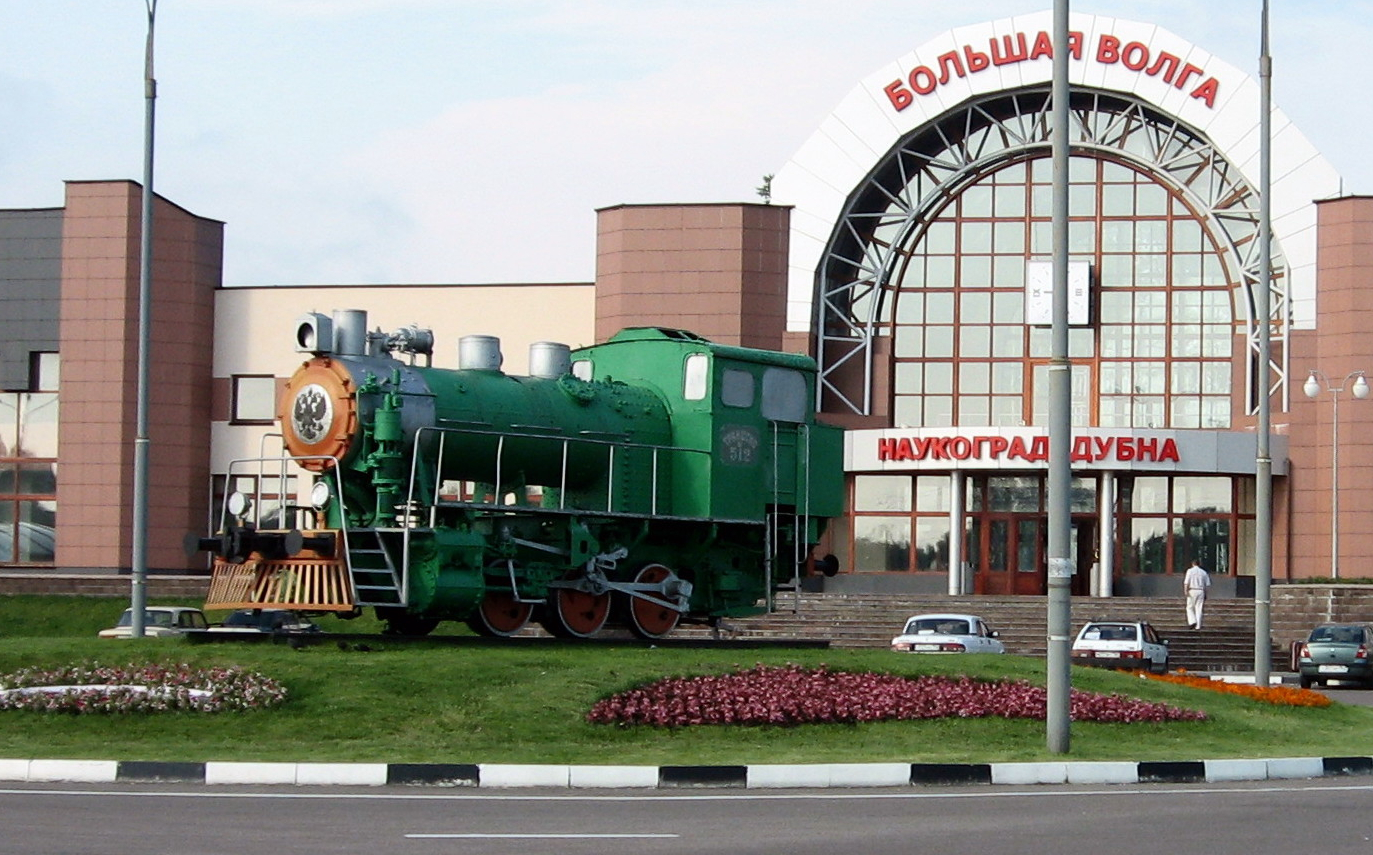
Памятник паровозу перед вокзалом на Большой Волге

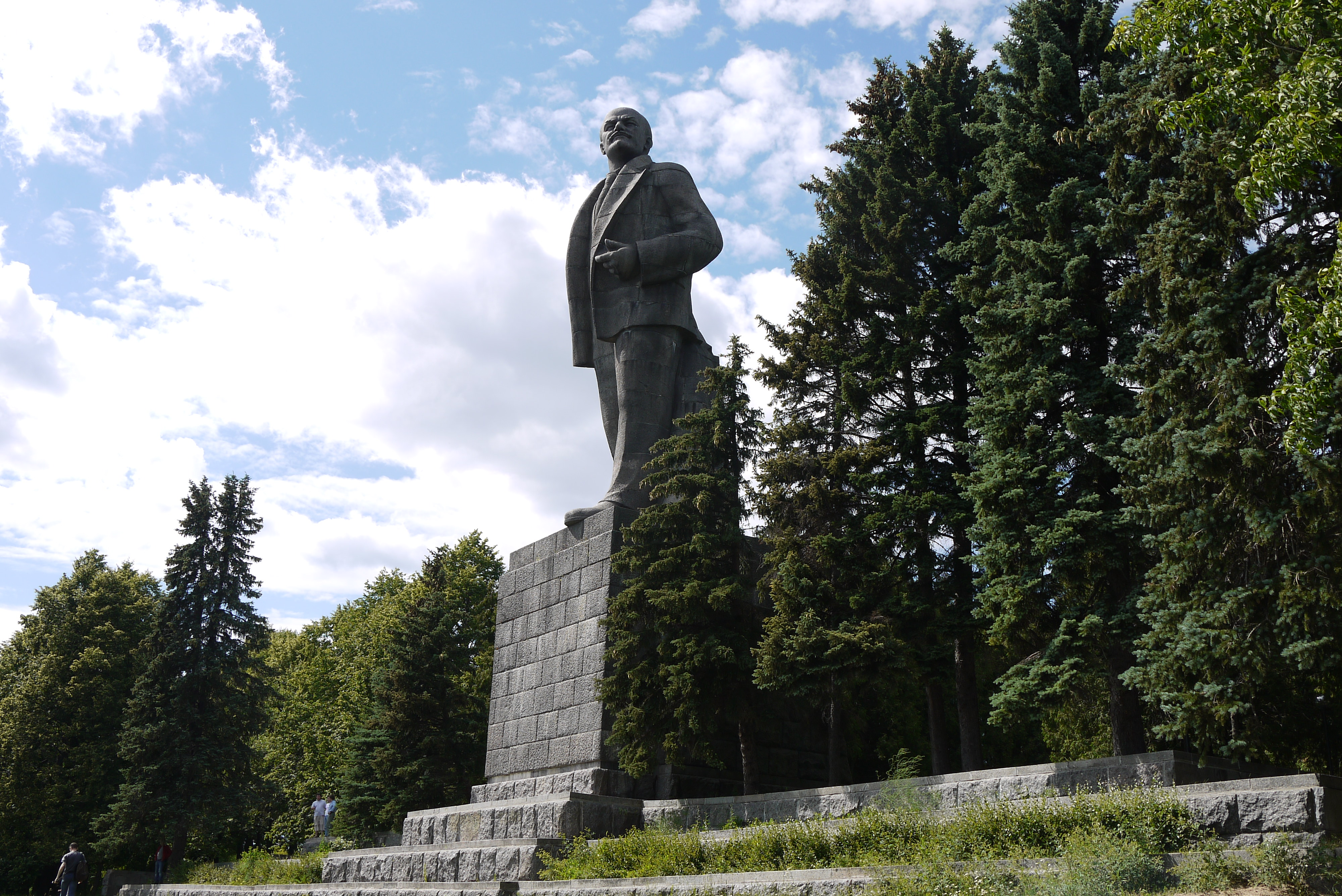
Памятник В. И. Ленину у входа в канал

## Достопримечательности
Рядом с вокзалом станции в 2001 году установлен памятник — Танк-паровоз 9П-742 (инсталляция «Транссиб № 512»). Подарок Дубне к 45-летию от МПС. Курьёзный случай: Дубна не имеет отношения к Транссибу, а паровоз 9П выпускался в СССР в 1935—1957 гг., поэтому на нём не могло быть двуглавого орла.
Невдалеке от станции, вблизи «Конаковского парома» стоит действующий маяк, 1937 года постройки. Между маяком и Иваньковским гидроузлом расположен обширный парк, получивший неофициальное название «Сталинского», являющийся одним из старейших парков Дубны. В парке находится лестничная набережная из гранитных плит, которые являлись постаментом памятника И. В. Сталину. Памятник был взорван в 1961 году, во времена разоблачения культа личности. На противоположной от них стороне канала до сих пор находится второй по величине в мире памятник В. И. Ленину. Монументы были установлены в 1937 году вместе с открытием канала и составляли единую композицию. Другой достопримечательностью Сталинского парка является красивейшее озеро Дубны — Лебяжье.
Кадры с изображением памятников Сталину и Ленину, а также причала «Большая Волга» можно увидеть в фильме «Волга, Волга».